# 신녕초등학교
신녕초등학교는 대한민국 경상북도 영천시 신녕면 화성리에 있는 공립 초등학교이다.

## 참고 자료
- 신녕초등학교 - 한국교육학술정보원 학교알리미